# Tyranny and Mutation
| Recensione                        | Giudizio            |
| --------------------------------- | ------------------- |
| AllMusic                          | [ 1 ]               |
| Robert Christgau                  | B+                  |
| The New Rolling Stone Album Guide | [ 3 ]               |
| Sputnikmusic                      | 4.5 (Superb)        |
| Piero Scaruffi                    | [ 5 ]               |
| Ondarock                          | (disco consigliato) |
| Dizionario del Pop-Rock           | [ 7 ]               |
| 24.000 dischi                     | [ 8 ]               |
| Storia della musica               | [ 9 ]               |

Tyranny and Mutation è il secondo album dei Blue Öyster Cult, pubblicato nel febbraio del 1973.

## Tracce

### LP
Lato A - The Black
1. The Red & the Black – 4:20 (Albert Bouchard, Eric Bloom, Sandy Pearlman)
2. O.D.'d on Life Itself – 4:50 (Eric Bloom, Albert Bouchard, Joe Bouchard, Sandy Pearlman)
3. Hot Rails to Hell – 5:12 (Joe Bouchard)
4. 7 Screaming Diz-Busters – 7:00 (Albert Bouchard, Joe Bouchard, Donald Roeser, Sandy Pearlman)

Lato B - The Red
1. Baby Ice Dog – 3:28 (Albert Bouchard, Eric Bloom, Patti Smith)
2. Wings Wetted Down – 4:12 (Albert Bouchard, Joe Bouchard)
3. Teen Archer – 3:57 (Donald Roeser, Eric Bloom, Richard Meltzer)
4. Mistress of the Salmon Salt (Quicklime Girl) – 5:07 (Albert Bouchard, Sandy Pearlman)

### CD
Edizione CD del 2001, pubblicato dalla Columbia Records (AK 85481-S1)
1. The Red & the Black – 4:24 (Albert Bouchard, Eric Bloom, Sandy Pearlman)
2. O.D.'d on Life Itself – 4:47 (Eric Bloom, Albert Bouchard, Donald Roeser, Sandy Pearlman)
3. Hot Rails to Hell – 5:12 (Joe Bouchard)
4. 7 Screaming Diz-Busters – 7:01 (Albert Bouchard, Joe Bouchard, Donald Roeser, Sandy Pearlman)
5. Baby Ice Dog – 3:29 (Albert Bouchard, Eric Bloom, Patti Smith)
6. Wings Wetted Down – 4:12 (Albert Bouchard, Joe Bouchard)
7. Teen Archer – 3:57 (Albert Bouchard, Eric Bloom, Richard Meltzer)
8. Mistress of the Salmon Salt (Quicklime Girl) – 5:08 (Albert Bouchard, Sandy Pearlman)
9. Cities on Flame with Rock and Roll – 4:44 (Sandy Pearlman, Donald Roeser, Albert Bouchard) – Traccia bonus - Live, registrato nel 1972 a Rochester, NY
10. Buck's Boogie – 5:22 (Sandy Pearlman, Eric Bloom, Albert Bouchard) – Traccia bonus - Versione studio, registrato nel 1972 a New York
11. 7 Screaming Diz-Busters – 14:01 (Albert Bouchard, Joe Bouchard, Donald Roeser, Sandy Pearlman) – Traccia bonus - Live, registrato il 5 luglio 1974 a Seattle, Washington
12. O.D.'d on Life Itself – 4:52 (Eric Bloom, Albert Bouchard, Donald Roeser, Sandy Pearlman) – Traccia bonus - Live, registrato il 4 luglio 1974 a Portland, Oregon

## Formazione
- Eric Bloom - voce, chitarra stun, sintetizzatori
- Albert Bouchard - batteria, voce
- Joe Bouchard - basso, voce, tastiere
- Allen Lanier - tastiere, chitarra ritmica
- Donald "Buck Dharma" Roeser - chitarra, voce

Note aggiuntive
- Murray Krugman e Sandy Pearlman - produttori
- Registrazioni effettuate al Columbia Studios di New York City, New York
- Tim Geelan - ingegnere delle registrazioni
- Lou Schlossberg e Phil Giambalvo - ingegneri delle registrazioni
- Jack Ashkinazy - mastering
- Gawlik - grafica copertina album originale[11]